# Lidija Semenowa
Lidija Semenowa, ukr. Лідія Костянтинівна Семенова, ros. Лидия Константиновна Семёнова, Lidija Siemionowa (ur. 22 listopada 1951 w Kijowie, zm. 4 lipca 2025) – ukraińska szachistka, arcymistrzyni od 1982.

## Kariera szachowa
W latach 80. należała do ścisłej światowej czołówki. W roku 1982 zajęła II miejsce w turnieju międzystrefowym rozegranym w Bad Kissingen i awansowała do meczów pretendentek, w których po pokonaniu Margarety Mureșan i Nany Ioseliani spotkała się w finale z Iriną Lewitiną o prawo do walki z mistrzynią świata Mają Cziburdanidze. Spotkanie rozegrane w roku 1984 w Soczi przegrała w stosunku 5 - 7 i oficjalnie została trzecią szachistką świata. W tym samym roku zdobyła trzy złote medale na olimpiadzie szachowej w Salonikach (wraz z drużyną, za najlepszy wynik na IV szachownicy oraz za najlepszy wynik rankingowy). W kolejnym cyklu rozgrywek wystąpiła od razu w turnieju pretendentek, zajmując w 1986 w Malmö V miejsce. Rok później podzieliła w turnieju międzystrefowym w Tuzli III-IV miejsce, ale w barażu o awans do turnieju pretendentek przegrała 1 - 4 z Agnieszką Brustman. W 1992 wystąpiła w reprezentacji Ukrainy na olimpiadzie w Manili, zdobywając srebrny medal. W międzystrefowych turniejach wystąpiła jeszcze dwukrotnie (w latach 1993 i 1995), ale nie osiągnęła w nich sukcesów.
Najwyższy ranking w karierze osiągnęła 1 lipca 1990, z wynikiem 2350 punktów dzieliła wówczas 24-25. miejsce na światowej liście FIDE, jednocześnie zajmując 13. miejsce wśród radzieckich szachistek. Najwyżej na świecie sklasyfikowana była na liście w dniu 1 stycznia 1985, z wynikiem 2290 punktów zajmowała wówczas 7. miejsce.